# دهستان جغین جنوبی
دهستان جغین جنوبی، یکی از دهستان‌های بخش جغین شهرستان رودان در استان هرمزگان ایران است. مرکز این دهستان، روستای پالور است.

## جمعیت
بر پایه سرشماری عمومی نفوس و مسکن در سال ۱۳۹۵، جمعیت دهستان جغین جنوبی برابر با ۵٬۰۸۶ نفر بوده‌است.